# Королёв, Денис Александрович
Денис Александрович Королёв (род. 24 декабря 1938, Москва) — солист оперы Большого театра России (тенор). Заслуженный артист РСФСР (1976).
В 1958 году поступил в Московскую государственную консерваторию им. П. И. Чайковского на вокальное отделение в класс профессора Г. И. Тица, которую окончил в 1965 году. В 1964—1965, будучи студентом 5 курса, принят солистом Музыкального театра им. Станиславского и Немировича-Данченко, исполнил партии:
- Ленский,
- Лёнька («В бурю»),
- Павка («Семья Тараса»),
- Феррандо («Так поступают все женщины»).

1-я премия Международного конкурса вокалистов в Мюнхене (1966). 2-я премия конкурса «Шуберт и XX век» в Вене (1967).
В 1964 году впервые выступил в Большом театре, в партии Ленского, партнёром ему был народный артист СССР Георг Отс. В дальнейшем эта партия стала одной из лучших в репертуаре певца. С 1965 — стажёр, в 1965—1986 — солист Большого Театра. Исполнял ведущие партии лирического тенора;
- Герцог (1965, реж. А. П. Иванов).
- Альмавива («Севильский цирюльник», 1965, реж. Н. Ю. Никифоров);
- Альфред (1966, реж. Б. А. Покровский),
- Индийский гость (1966, реж. Б. А. Покровский),
- Юродивый (1968, реж. Баратов);
- Микола («Семён Котко», Королёв — 1-й исполнитель партии, 1970, дир. Ф. Ш. Мансуров, реж. Б. А. Покровский),
- Лыков («Царская Невеста), 1970, реж. О. М. Моралёв),
- Анатоль Курагин («Война и мир», 1975, реж. Б. А. Покровский),
- Маркиз («Игрок», 1975, реж. Б. А. Покровский),
- Манилов (Королёв — 1-й исполнитель партии, «Мёртвые души», 1977, дир. Ю. Х. Темирканов; реж. Б. А. Покровский);
- Моцарт («Моцарт и Сальери», 1978, реж. Г. Г. Панков),
- Феррандо («Так поступают все женщины», 1978, реж. Н. Д. Касаткина, В. Ю. Василёв),
- Берендей (1978, дир. А. Н. Лазарев, реж. Б. И. Равенских);
- Зиновий Борисович («Катерина Измайлова», 1980, реж. Б. А. Покровский),
- Антонио («Обручение в монастыре», 1983, реж. Б. А. Покровский).

Мастерство вокалиста, актёрский талант ценили его коллеги A. Орфёнов, Г. В. Олейниченко и др. Среди вокальных достоинств певца критики отмечали большой диапазон голоса, позволявший Королёву успешно справляться с тесситурными сложностями, свободно преодолевая не только верхи, но и труднодоступный для тенора нижний регистр (см., напр.: Чалаева И. «Концерт Дениса Королёва» «МЖ», № 4, 1969).
Королёв гастролировал в СССР и за рубежом: во Франции, ГДР, ФРГ, Австрии, Болгарии, Румынии, Польше и др. Наиболее удачными были выступления во время первых гастролей оперы Большого театра в США (1975), где он выступил в партиях Маркиза («Игрок»), Анатоля Курагина («Война и мир»), Ленского, Юродивого.
О его «лирическом теноре исключительного благозвучия, который мог бы оказать честь любому оперному театру» писала газета «Нью-Йорк пост» (12.7.75).

Денис Королёв в партии Ленского обладает привлекательным красивым тенором, которым он пользовался очень выразительно и эмоционально…— Газета «Нью-Йорк таймс», 29.06.75

Высокий, красивый мощный лирический тенор Дениса Королёва идеально подходит для партии Ленского. В сущности, чтобы найти равного ему по музыкальным данным, нужно было бы проиграть записи легендарного Ивана Козловского.— Газета «Дейли Ньюз», 30.06.75

Денис Королёв в роли Ленского был чрезвычайно притягателен: своим красивым лицом, тонкой интерпретацией роли, красивым голосом и лиризмом исполнения…— Газета «Нью-Йорк пост», 30.6.75

Денис Королёв снова повторил своего супер Ленского.— Газета «Дейли Ньюз», 06.07.75
С участием Королёва записаны оперы:
- «В бурю» (Лёнька, дир. Г. П. Проваторов),
- «Снегурочка» (Берендей, дир. А. Н. Лазарев),
- «Скупой рыцарь» (Альбер, дир. Г. Н. Рождественский),
- оперетта «Весёлая вдова» (Камилл, дир. А. Михайлов).

Осуществлены грамзаписи романсов и песен М. И. Глинки, П. И. Чайковского, С. В. Рахманинова, Г. В. Свиридова, Ф. Шуберта, Р. Штрауса, арий Рудольфа, Ленского, песенки Герцога (дир. Б. Э. Хайкин, Г. Н. Рождественский). (Все записи — фирма «Мелодия», 1960—1970-е гг.) «Добрыня Никитич» (Алёша Попович, дир. Г. Н. Рождественский).

## Семья
Жена — Тамара Завеновна Мосесова (род. 29 августа 1955 года, Москва) — пианистка. Окончила Центральную музыкальную школу и Московскую консерваторию по классу Генриетты Мирвис (1969, диплом с отличием). В 1969—1990 гг. концертмейстер оперы Большого театра Союза ССР, сотрудничала с многими выдающимися дирижёрами и вокалистами. С 1970 г. работала с Денисом Королёвым как в оперном, так и в концертном репертуаре.